# Meslay-le-Vidame
Meslay-le-Vidame település Franciaországban, Eure-et-Loir megyében. Lakosainak száma 516 fő (2022. január 1.). Meslay-le-Vidame Vitray-en-Beauce és Fresnay-le-Comte községekkel határos.

## Népesség
A település népességének változása:
| Lakosok száma | 379  | 304  | 364  | 445  | 533  | 530  | 522  | 530  | 533  | 516  |
|               | 1968 | 1982 | 1990 | 2006 | 2013 | 2015 | 2017 | 2019 | 2020 | 2022 |